# Епархия Рапид-Сити
Епархия Рапид-Сити (лат. Dioecesis Rapidopolitana) — епархия Римско-Католической церкви с центром в городе Рапид-Сити, штат Южная Дакота, США. Епархия Рапид-Сити входит в митрополию Сент-Пола и Миннеаполиса. Кафедральным собором епархии Рапид-Сити является Собор Пресвятой Девы Марии Неустанной Помощи. В городе Лид находится сокафедральная Церковь Святого Патрика.

## История
4 августа 1902 года Святой Престол учредил епархию Лида, выделив её из епархии Су-Фолса. 
1 августа 1930 года Римский папа Пий XI издал буллу Apostolicis Litteris, которой перенёс кафедру епархии Лида в город Рапид-Сити.
Индейский знахарь Чёрный Лось, обратившийся в католицизм, был активным деятелем епархии, которая в августе 2016 г. ходатайствовала перед Святым престолом о причислении его к лику святых.

## Ординарии епархии
- епископ John Stariha (2.09.1902 — 29.03.1909);
- епископ Joseph Francis Busch (9.04.1910 — 19.01.1915), назначен епископом Сент-Клауда;
- епископ John Jeremiah Lawler (29.01.1916 — † 11.03.1948);
- епископ William Tibertus McCarty (11.03.1948 — 11.09.1969);
- епископ Harold Joseph Dimmerling (11.09.1969 — † 13.12.1987);
- епископ Чарльз Джозеф Шапью (11.04.1988 — 18.03.1997) — назначен архиепископом Денвера;
- епископ Блейз Джозеф Супич, назначен епископом Спокана;
- епископ Роберт Дуэйн Грасс[англ.] (26.05.2011 — 24.05.2019) — назначен епископом Сагино